# Xenodiscula taintori
Xenodiscula taintori е вид коремоного от семейство Sagdidae.

## Разпространение
Видът е разпространен в Гватемала и Никарагуа.